# 椿山ダム
椿山ダム（つばやまダム）は、和歌山県日高川町初湯川字橋本の日高川にある多目的ダムである。
2005年（平成17年）に選ばれたダム湖百選のひとつ。山彦がよく聞こえるスポットがあり、2008年から毎年「ヤッホー全日本選手権」が行われている。